# ClpP
ClpP (Caseinolytic protease P, произносится «клип пи») — сериновая протеаза в клетках бактерий, митохондриях и хлоропластах эукариот. Компонент ClpXP и ClpAPкомплексов , принадлежащих к важной группе АТФ-зависимых протеаз, куда также относятся протеасомы, Lon, HslVU и FtsH. Все участники этой группы используют  АТФ в процессе  гидролиза полипептидов.
По классификации MEROPS относится к семейству S14. Структурно семь отдельных полипептидных цепей ClpP соединены нековалентно в кольцо. Два семичленных кольца соединены вместе, одно над другим, образуя цилиндрический тетрадодекамер, в полости которого находится активный сайт и происходит разрушение попавших туда полипептидов клетки.
ClpP осуществляет процессивную неспецифичную деградацию белков и пептидов. Специфичность обеспечивается дополнительными белками, в комплексе с которыми ClpP существует в клетке —  белками-шаперонами ClpX (прокариоты, митохондрии), ClpA (грам-отрицательные бактерии) или ClpC (грам-положительные бактерии) и связанными с ними дополнительными факторами, такими как ClpS (для ClpA) , SspB и RssB (для ClpX). Белки-шапероны также активируют ClpP, осуществляют разворачивание белков-субстратов и их перемещение внутрь тетрадодекамера, для чего используют энергию гидролиза АТФ. В отсутствие белков-шаперонов ClpP неактивен, однако некоторые антибиотики, в частности ацилдепсипептиды (ADEP), способны активировать ClpP, что приводит к бесконтрольному протеолизу и, в конечном итоге, к смерти бактериальной клетки. 
Белки-субстраты для СlpXP или ClpAP комплексов обычно распознаются по коротким аминокислотным мотивам или даже, как в случае с ClpS, по одной N-концевой аминокислоте. Большой класс субстратов в клетках бактерий составляют белки с ssrA-хвостом. Такой хвост из 11 аминокислот (у Escherichia coli) добавляется к белкам, чья мРНК была повреждена и их синтез на рибосоме не может быть закончен (см. тмРНК).